# IHL 1980/81
Die Saison 1980/81 war die 36. reguläre Saison der International Hockey League. Während der regulären Saison bestritten die acht Teams jeweils 82 Spiele. In den Play-offs setzten sich die Saginaw Gears durch und gewannen den zweiten Turner Cup in ihrer Vereinsgeschichte.

## Teamänderungen
Folgende Änderungen wurden vor Beginn der Saison vorgenommen:
- Die Dayton Gems stellten den Spielbetrieb ein.
- Die Grand Rapids Owls stellten den Spielbetrieb ein.

## Reguläre Saison

### Abschlusstabelle
Abkürzungen: GP = Spiele, W = Siege, L = Niederlagen, T = Unentschieden, OTL = Niederlage nach Overtime, GF = Erzielte Tore, GA = Gegentore, Pts = Punkte
| East Division      | GP | W  | L  | T  | GF  | GA  | Pts |
| ------------------ | -- | -- | -- | -- | --- | --- | --- |
| Saginaw Gears      | 82 | 45 | 29 | 8  | 392 | 289 | 98  |
| Port Huron Flags   | 82 | 31 | 35 | 16 | 337 | 377 | 78  |
| Flint Generals     | 82 | 32 | 42 | 8  | 324 | 363 | 72  |
| Toledo Goaldiggers | 82 | 26 | 47 | 9  | 303 | 392 | 61  |

| West Division      | GP | W  | L  | T  | GF  | GA  | Pts |
| ------------------ | -- | -- | -- | -- | --- | --- | --- |
| Kalamazoo Wings    | 82 | 52 | 20 | 10 | 369 | 244 | 114 |
| Fort Wayne Komets  | 82 | 37 | 30 | 15 | 337 | 303 | 89  |
| Milwaukee Admirals | 82 | 32 | 35 | 15 | 354 | 371 | 79  |
| Muskegon Mohawks   | 82 | 28 | 45 | 9  | 274 | 351 | 65  |

## Turner-Cup-Playoffs
| Turner-Cup-Viertelfinale | Turner-Cup-Viertelfinale | Turner-Cup-Viertelfinale |    |                   | Turner-Cup-Halbfinale | Turner-Cup-Halbfinale | Turner-Cup-Halbfinale |  |  | Turner-Cup-Finale | Turner-Cup-Finale | Turner-Cup-Finale |
|                          |                          |                          |    |                   |                       |                       |                       |  |  |                   |                   |                   |
| W1                       | Kalamazoo Wings          |                          |    |                   |                       |                       |                       |  |  |                   |                   |                   |
|                          | Freilos                  |                          |    |                   |                       |                       |                       |  |  |                   |                   |                   |
| W1                       | Kalamazoo Wings          | 4                        |    |                   |                       |                       |                       |  |  |                   |                   |                   |
| W1                       | Kalamazoo Wings          | 4                        |    |                   |                       |                       |                       |  |  |                   |                   |                   |
|                          | E3                       | Flint Generals           | 0  |                   |                       |                       |                       |  |  |                   |                   |                   |
| E3                       | E3                       | Flint Generals           | 0  | Flint Generals    | 2                     |                       |                       |  |  |                   |                   |                   |
| E3                       |                          |                          |    | Flint Generals    | 2                     |                       |                       |  |  |                   |                   |                   |
| W4                       | Muskegon Mohawks         | 1                        |    |                   |                       |                       |                       |  |  |                   |                   |                   |
| W4                       | Muskegon Mohawks         | 1                        | W1 | Kalamazoo Wings   | 0                     |                       |                       |  |  |                   |                   |                   |
|                          |                          |                          |    | Kalamazoo Wings   | 0                     |                       |                       |  |  |                   |                   |                   |
|                          | E1                       | Saginaw Gears            | 4  |                   |                       |                       |                       |  |  |                   |                   |                   |
| E1                       | E1                       | Saginaw Gears            | 4  | Saginaw Gears     | 4                     |                       |                       |  |  |                   |                   |                   |
| E1                       |                          |                          |    | Saginaw Gears     | 4                     |                       |                       |  |  |                   |                   |                   |
| E2                       | Port Huron Flags         | 1                        |    |                   |                       |                       |                       |  |  |                   |                   |                   |
| E2                       | Port Huron Flags         | 1                        | E1 | Saginaw Gears     | 4                     |                       |                       |  |  |                   |                   |                   |
|                          |                          |                          | E1 | Saginaw Gears     | 4                     |                       |                       |  |  |                   |                   |                   |
|                          | W2                       | Fort Wayne Komets        | 1  |                   |                       |                       |                       |  |  |                   |                   |                   |
| W2                       | W2                       | Fort Wayne Komets        | 1  | Fort Wayne Komets | 4                     |                       |                       |  |  |                   |                   |                   |
| W2                       |                          |                          |    | Fort Wayne Komets | 4                     |                       |                       |  |  |                   |                   |                   |
| W3                       | Milwaukee Admirals       | 3                        |    |                   |                       |                       |                       |  |  |                   |                   |                   |

## Vergebene Trophäen

### Mannschaftstrophäen
| Auszeichnung                                          | Team            |
| ----------------------------------------------------- | --------------- |
| Turner Cup Gewinner der IHL-Playoffs                  | Saginaw Gears   |
| Fred A. Huber Trophy Bestes Team der regulären Saison | Kalamazoo Wings |

### Individuelle Trophäen
| Auszeichnung                                                       | Spieler           | Team               |
| ------------------------------------------------------------------ | ----------------- | ------------------ |
| James Gatschene Memorial Trophy MVP der regulären Saison           | Marcel Comeau     | Saginaw Gears      |
| Leo P. Lamoureux Memorial Trophy Bester Scorer                     | Marcel Comeau     | Saginaw Gears      |
| Governor’s Trophy Bester Verteidiger                               | Larry Goodenough  | Saginaw Gears      |
| James Norris Memorial Trophy Torhüter mit den wenigsten Gegentoren | Germain Gagnon    | Kalamazoo Wings    |
| James Norris Memorial Trophy Torhüter mit den wenigsten Gegentoren | Claude Legris     | Kalamazoo Wings    |
| Garry F. Longman Memorial Trophy Bester Rookie                     | Scott Vanderburgh | Kalamazoo Wings    |
| Ken McKenzie Trophy Bester US-amerikanischer Rookie                | Steve Janaszak    | Fort Wayne Komets  |
| Ken McKenzie Trophy Bester US-amerikanischer Rookie                | Mike LaBianca     | Toledo Goaldiggers |